# Paulína Bátovská Fialková
Paulína Bátovská Fialková (nom de naissance Fialková), née le 25 octobre 1992 à Brezno, est une biathlète slovaque. Elle monte sur ses premiers podiums en Coupe du monde en 2018.

## Biographie
Active au niveau international depuis 2010, elle fait ses premiers pas en Coupe du monde lors de la saison 2011-2012.
Elle participe aux Jeux olympiques d'hiver de 2014, où elle se classe 71e du sprint et 13e du relais. Elle signe ensuite un top 10 en Coupe du monde à Kontiolahti qui lui apporte ses premiers points. En 2016, elle réalise deux nouveaux top dix à Ruhpolding, puis remporte deux médailles aux Championnats d'Europe, sur le relais mixte et la mass start.
Aux Jeux olympiques d'hiver de 2018, elle se classe notamment cinquième de l'individuel, son meilleur résultat individuel. Le mois suivant, elle finit deuxième de la mass start de Tioumen derrière Darya Domracheva, pour son premier podium en Coupe du monde.
Aux Championnats du monde de biathlon d'été 2018 à Nové Město, elle remporte son deuxième titre international après celui de l'Universiade de 2015, avec une victoire sur le sprint.
La saison 2018-2019 voit Fialková multiplier les podiums, montant sur la boite à Pokljuka, Hochfilzen, Nové Město (deux fois), Ruhpolding et Oslo. Ces six podiums contribuent à son excellent classement général final de la Coupe du monde 2018-2019 : elle termine 6e alors que précédemment elle n'avait jamais fini dans le top 30 du général.
Au cours de la saison 2019-2020 elle n'obtient qu'un seul podium, deuxième de la poursuite de Ruhpolding, et termine la Coupe du monde au 13e rang.
La saison 2020-2021 est difficile pour elle, perturbée par des problèmes de santé ; elle est alors incapable de jouer les premiers rôles. La situation s'améliore progressivement au cours de la saison suivante. Elle retrouve le top 30 du classement général et, après des Jeux olympiques 2022 où son meilleur résultat est une dixième place (sur la poursuite), elle termine bien la saison, remontant enfin sur le podium en mars 2022 lors de la dernière étape de la Coupe du monde à Oslo (3e de la poursuite).
Elle est absente du circuit lors de la saison 2023-2024 pour cause de maternité. Elle revient à la compétition en août 2024 lors des championnats du monde de biathlon d'été à Otepää, où elle remporte le titre du super-sprint. Elle retrouve rapidement ses marques en coupe du monde au début de l'hiver 2024-2025, signant le dixième podium de sa carrière avec la troisième place sur le départ groupé du Grand-Bornand le 22 décembre.

### Vie personnelle
Elle se marie en mai 2022 avec l'ancien marcheur slovaque Miloš Bátovský (en), et aborde la saison 2022-2023 sous le nom de Batovska-Fialková.  En juin 2023, elle annonce qu'elle et son mari attendent leur premier enfant. Elle met au monde une petite fille fin décembre 2023.
Sa petite sœur Ivona Fialková est également biathlète.

## Palmarès

### Jeux olympiques d'hiver
| Épreuve / Édition                | Individuel | Sprint | Poursuite | Départ en masse | Relais | Relais mixte |
| Jeux olympiques 2014 Sotchi      | —          | 71e    | —         | —               | 13e    | —            |
| Jeux olympiques 2018 Pyeongchang | 5e         | 11e    | 38e       | 21e             | 5e     | 20e          |
| Jeux olympiques 2022 Pékin       | 42e        | 14e    | 10e       | 26e             | 19e    | 17e          |

— : N'a pas participé à l'épreuve.

### Championnats du monde
| Édition / Épreuve       | Individuel | Sprint | Poursuite | Mass start | Relais | Relais mixte | Relais mixte simple              |
| ----------------------- | ---------- | ------ | --------- | ---------- | ------ | ------------ | -------------------------------- |
| Ruhpolding 2012         | —          | 86e    | —         | —          | 8e     | —            | Épreuve inexistante à cette date |
| Nove Mesto 2013         | —          | 55e    | 53e       | —          | 8e     | —            | Épreuve inexistante à cette date |
| Kontiolahti 2015        | 53e        | 88e    | —         | —          | 18e    | 17e          | Épreuve inexistante à cette date |
| Oslo 2016               | 75e        | 49e    | 23e       | —          | 14e    | 17e          | Épreuve inexistante à cette date |
| Hochfilzen 2017         | 27e        | 31e    | 12e       | 10e        | 8e     | 12e          | Épreuve inexistante à cette date |
| Östersund 2019          | 5e         | 48e    | DNS       | 12e        | 6e     | 12e          | —                                |
| Antholz-Anterselva 2020 | 24e        | 16e    | 17e       | 15e        | 17e    | —            | —                                |
| Pokljuka 2021           | 50e        | 13e    | 41e       | —          | 21e    | 18e          | 21e                              |
| Oberhof 2023            | 18e        | 25e    | 25e       | 16e        | —      | 16e          | —                                |
| Lenzerheide 2025        | 40e        | 22e    | 29e       | —          | 6e     | 12e          | —                                |

Légende :
- — : N'a pas participé à l'épreuve.

### Coupe du monde
- Meilleur classement général : 6e en 2019.
- 10 podiums individuels : 4 deuxièmes places et 6 troisièmes places.

Dernière mise à jour le 22 décembre 2024

#### Classements
| Saison    | Classement général final | Individuel | Sprint | Poursuite | Mass start |
| 2011-2012 | nc                       |            | nc     |           |            |
| 2012-2013 | nc                       |            | nc     | nc        |            |
| 2013-2014 | 61e                      | nc         | 52e    | nc        |            |
| 2014-2015 | 72e                      | 67e        | 70e    | 73e       |            |
| 2015-2016 | 35e                      | 26e        | 61e    | 28e       | 32e        |
| 2016-2017 | 31e                      | 52e        | 39e    | 25e       | 28e        |
| 2017-2018 | 32e                      | 15e        | 39e    | 44e       | 21e        |
| 2018-2019 | 6e                       | 2e         | 7e     | 17e       | 3e         |
| 2019-2020 | 13e                      | 45e        | 10e    | 6e        | 11e        |
| 2020-2021 | 52e                      | nc         | 43e    | 46e       |            |
| 2021-2022 | 23e                      | 27e        | 30e    | 26e       | 18e        |
| 2022-2023 | 17e                      | 14e        | 18e    | 17e       | 20e        |
|           |                          |            |        |           |            |
| 2024-2025 | 28e                      | 42e        | 43e    | 20e       | 13e        |

### Championnats d'Europe
- Médaille d'argent de la mass start et du relais mixte en 2016 à Tioumen.

### Universiades
- Universiade d'hiver de 2015 à Osrblie :
  -  Médaille d'or en sprint.
  -  Médaille d'argent en poursuite.
  -  Médaille de bronze à l'individuel.

### Championnats du monde de biathlon d'été
- Médaille d'or du sprint en 2018.
- Médaille d'argent du sprint et du relais mixte en 2017.
- Médaille d'argent de la poursuite en 2018.
- Médaille de bronze de la poursuite en 2017.
- Médaille de bronze du sprint en 2022.
- Médaille de bronze du relais mixte en 2013.

### IBU Cup
- 1 podium.